# 26745 Szeglin
26745 Szeglin è un asteroide della fascia principale. Scoperto nel 2001, presenta un'orbita caratterizzata da un semiasse maggiore pari a 2,7942723 au e da un'eccentricità di 0,1273952, inclinata di 10,07208° rispetto all'eclittica.